# WorldCat
WorldCat este un catalog care itemizeează colecții din 72.000 de biblioteci din 170  de țări și teritorii care participă în cooperativa globală Online Computer Library Center (OCLC). El este construit și menținut colectiv de către bibliotecile participante.